# Rauno Bies
Rauno Bies (ur. 30 października 1961 w Kuusankoski) – fiński strzelec sportowy. Brązowy medalista olimpijski z Los Angeles.
Specjalizował się w strzelaniu pistoletowym. Zawody w 1984 były jego jedynymi igrzyskami olimpijskimi. Pod nieobecność sportowców z części krajów Bloku Wschodniego zajął trzecie miejsce w strzelaniu z pistoletu szybkostrzelnego na dystansie 25 metrów.